# 山下和弥
山下 和弥（やました かずや、1969年〈昭和44年〉6月14日 - ）は、日本の政治家。元奈良県葛城市長（2期）。

## 来歴
奈良県御所市出身。奈良県立橿原高等学校を経て、甲南大学経済学部卒。卒業後は民間会社に勤務し、衆議院議員奥野誠亮の秘書となる。葛城市議会議員を1期務め、2008年〈平成20年〉の葛城市長選挙に立候補し、現職を破って初当選する。2012年〈平成24年〉に再選。2016年〈平成28年〉に三選を目指したが、元葛城市議の阿古和彦に敗れた。市長は3期務めた。